# Fredrik Löjdquist
Björn Fredrik Hugo Löjdquist, född 15 mars 1967 i Tolfta församling, Uppsala län, är en svensk diplomat och ambassadör. 

## Biografi
Löjdquist har filosofie kandidatexamen med bland annat statskunskap, filosofi och ryska från Uppsala universitet och en Mastersexamen i politisk teori från London School of Economics and Political Science. Han antogs till Utrikesdepartementets diplomatutbildning 1994. Han har bland annat tjänstgjort vid Sveriges ambassader i Vilnius, Moskva och Wien liksom som särskilt sändebud och ambassadör för det svenska EU-ordförandeskapet 2009 i Tbilisi, Georgien. 
2012 utsågs Löjdquist till Sveriges ambassadör vid Organisationen för säkerhet och samarbete i Europa, OSSE, i Wien, där han tjänstgjorde fram till den 31 augusti 2017.  I september 2018 utsågs Löjdquist till Sveriges första ambassadör för hybridhot vid Utrikesdepartementet i Stockholm. 
2021 utsågs Löjdquist till chef för Utrikespolitiska Institutets nyinrättade kunskapscentrum om Ryssland och Östeuropa (Stockholm Centre for Eastern European Studies, SCEEUS). 
I juni 2024 tilldelades Löjdquist H.M. Konungens medalj,12:e storleken i Serafimerordens band, för "framstående insatser inom svensk utrikesförvaltning och europeisk säkerhetspolitik".
Fredrik Löjdquist talar engelska, tyska, ryska och franska.